# Малиновський Олег Петрович
Малиновський Олег Петрович (нар. 30 березня 1988, Київ), Українська РСР) — український професіональний боксер, виступає в напівлегкій вазі. Чемпіон Європи за версією WBO (2016—2019).
Промоутер — K2 Promotions.
Тренер — Григорук Станіслав.

## Аматорська кар'єра
Боксом почав займатися з 15 років.
На чемпіонатах України тричі ставав бронзовим призером (2008, 2009 і 2011), а у 2010 році посів перше місце.

## Професіональна кар'єра
На професійному ринзі дебютував 26 лютого 2012 року. В перший рік провів шість поєдинків.
23 квітня 2016 року в Києві переміг в 10-раундовому бою росіянина Руслана Берчука розділеним рішенням і завоював вакантний пояс чемпіона Європи за версією WBO у напівлегкій вазі.
Перший захист титулу Малиновський провів 12 листопада 2016 року проти іспанця нікарагуанського походження Еусебіо Осехо, який не вклався в вагу, тому титул для нього на кону не стояв. Осехо непогано провів бій, але побував у нокдауні у першому раунді, а Олег домінував у більшості наступних і здобув перемогу одностайним рішенням.
16 грудня 2017 року Малиновський успішно захистив титул, нокаутувавши у першому раунді угорця Девида Берна, який до цього поєдинку у 14 проведених боях мав лише одну поразку.
23 червня 2018 року Олег успішно провів рейтинговий бій проти колумбійця Воллінгтона Оробіо, який відмовився від продовження бою після 5 раунду.
У лютому 2019 року WBO оновила рейтинги різних вагових категорій, і Малиновський (23-0, 7КО) піднявся на перше місце у напівлегкій вазі. Наступний свій поєдинок Олег планував провести 25 травня в андеркарді дебюту Олександра Усика в США, але Усик травмувався, і його бій відмінили, таким чином зірвавши і бій Малиновського.
8 червня 2019 року Олег вдруге у своїй кар'єрі проводив бій за межами України у Більбао, Іспанія і впевнено за очками переміг домініканця Алекса Мору, а 5 жовтня 2019 року також за очками впевнено переміг італійця Вітторіо Паріннелло.